# Heliconius egeria
Espèce
Heliconius egeria est un insecte lépidoptère appartenant à la famille des Nymphalidae, à la sous-famille des Heliconiinae et au genre Heliconius.

## Taxinomie
Heliconius egeria a été décrit par Pieter Cramer en 1775 sous le nom de Papilio egeria.

### Noms vernaculaires
Il se nomme Egeria Longwing en anglais.

### Sous-espèces
- Heliconius egeria egeria; présent en Guyane et au Surinam.
- Heliconius egeria christiani Neukirchen, 1997; présent au Brésil.
- Heliconius egeria egerides Staudinger 1997; présent au Brésil.
- Heliconius egeria hyas Weymer, 1883; présent au Brésil.
- Heliconius egeria hylas Weymer
- Heliconius egeria homogena Bryk 1995; présent au Brésil.
- Heliconius egeria keithbrowni Neukirchen, 1992; présent au Venezuela.
- Heliconius egeria mariasibyllae Neukirchen, 1991; présent au Brésil[1].

## Description
C'est un grand papillon aux ailes allongées et arrondies de couleur marron et rouge orangé. Les ailes antérieures ont une partie basale rouge orangé et le reste marron avec un groupe central de taches jaune pâle qui respecte l'apex marron. Les ailes postérieures sont marron avec une partie basale rouge orangée d'où partent de courtes lignes rouge orangé.
Le revers est semblable.

### Chenilles
La chenille est orange avec une tête et des cornes noires.

## Biologie

### Plantes hôtes
Les plantes hôtes sont des Distephana (Passifloraceae).

## Écologie et distribution
Il est présent en Guyane, au Surinam, au Venezuela et au Brésil.

### Biotope
Il réside dans la canopée de la forêt tropicale amazonienne.